# Jan Van Hoornweder
Jan Van Hoornweder is een Belgisch voormalig rolschaatser.

## Levensloop
Van Hoornweder behaalde in 1985 goud op de Europese kampioenschappen (piste) in het Italiaanse Cassano d'Adda op de 20.000 meter. Daarnaast behaalde hij zilver op de Wereldspelen van 1985 te Londen op dezelfde afstand. Ook op de EK's (weg) van 1983 in het Italiaanse Cremona en 1986 te Emilia behaalde hij zilver, beide malen op de 10.000 meter relay. Op het EK van 1982 (weg) in het Italiaanse Jesi ten slotte behaalde hij brons op de 20.000 meter.

## Palmares

### Weg
- Europese kampioenschappen
  - 1982 in het Italiaanse Jesi
    -  op de 20.000 meter

  - 1983 in het Italiaanse Cremona
    -  op de 10.000 meter relay

  - 1986 in het Italiaanse Emilia
    -  op de 10.000 meter relay

### Piste
- Europese kampioenschappen
  - 1985 in het Italiaanse Cassano d'Adda
    -  op de 20.000 meter
- Wereldspelen
  - 1985 in het Britse Londen
    -  op de 20.000 meter